# Célpontrögzítés
A célpontrögzítés egy figyelmi jelenség az embereknél, amikor az egyén túlságosan fókuszál egy megfigyelt tárgyra (legyen az célpont vagy veszély), hogy akaratlanul is növeli annak kockázatát, hogy a céltárggyal ütközzön. Ezt a jelenséget olyan szituációkkal kötik össze, amelyben a megfigyelő egy nagy sebességű járművet irányít, mint a vadászpilóták, autóversenyzők vagy motorkerékpározók. Ilyen esetekben a megfigyelő annyira rögzítheti figyelmét a célponton, hogy képesek a tekintetük irányába kanyarodni, ami sok esetben okolható az ütközésekért. A célpontrögzítés kifejezést eredetileg a második világháború vadászbombázópilóta-képzésein használták, hogy leírják azokat a pilótákat akik célpontokba szálltak bele.

## Oka és okozata
A célpontrögzítés oka az összpontosítás egy dolgon, ami általában figyelem elterelő, veszélyes vagy jutalmazó. Ezt a túlzott összpontosítást a "várt siker" is okozhatja, például vezetés közben megpróbálni megérkezni valahova egy adott időn belül. 
A célpontrögzítés állapotában az ember hajlamos a veszélyes helyzetekre, a környezetre való figyelem hiánya miatt.

## Elkerülés
Bármilyen döntés meghozatala előtt tekintettel kell lennünk arra, amit látunk, és tisztában kell lennünk a környezetünkkel.

## Lásd még
- Csőlátás

## Fordítás
Ez a szócikk részben vagy egészben  a   Target fixation című angol Wikipédia-szócikk ezen változatának fordításán alapul.  Az eredeti cikk szerkesztőit annak laptörténete sorolja fel. Ez a jelzés csupán a megfogalmazás eredetét és a szerzői jogokat jelzi, nem szolgál a cikkben szereplő információk forrásmegjelöléseként.